# Митра, Манодж
Манодж Митра (бенг. মনোজ মিত্র; 22 декабря 1938, Дулихар, Британская Индия — 12 ноября 2024, Калькутта) — индийский актёр театра, кино и телевидения, театральный режиссёр
 и драматург, писавший и снимавшийся в фильмах на бенгальском языке. Лауреат премии Академии Сангит Натак. 

## Биография
Родился 22 декабря 1938 года в деревне Дхулихар, округ Саткхира, Бенгалия. Его семья переехала в Калькутту после раздела, Митре в тот момент было около двенадцати лет. В 1958 году он с отличием окончил философский факультет Шотландского церковного колледжа, а в 1960 году получил степень магистра философии в Калькуттском университете и начал работать над докторской диссертацией, которую так и не завершил. Он преподавал философию в различных колледжах, но в итоге оставил эту работу ради театра.
Митра был очарован театром ещё с того времени, когда во время дурга-пуджи театральные представления проходили во дворе его родного дома. 
Во время учебы в колледже он участвовал в студенческих постановках вместе с Бадалом Саркаром и Рудрапрасадом Сенгуптой. В 1957 году он вместе с Партхой Пратимом Чоудхури основал театральную группу Сундарам.
Во время учёбы он также начал писать короткие рассказы и пьесы. Его «Mrityur Kem Jal», написанная в 1959 году, принесла ему первую премию на государственном конкурсе. Когда пьеса была поставлена, Митра вышел на сцену как актёр и без видимых усилий перевоплотился в пожилого мужчину, несмотря на то, что ему в то время было слегка за двадцать. В дальнейшем он написал порядка сотни одноактных и полных пьес, из которых наиболее известна стала «Chak Bangga Madhu» 1972 года, поставленная на сцене Бибхасом Чакраборти. В своих работах он освещал такие темы, как раздел страны, движение наксалитов в Бенгалии, тирания правящего класса и религиозный фундаментализм
В 1977 году он сочинил пьесу «Sajano Bagan», которая представляла собой историю бедного фермера Банчарама, владеющего садом, на который положил глаз местный заминдар. Два года спустя Тапан Синха снял на её основе фильм Banchharamer Bagaan. Митра, которому тогда было сорок с небольшим, сам сыграл главного героя, в совершенстве изобразив, как по мере того как его персонаж старел, он превращался из крепкого мужчины средних лет в слабого и дряхлого старика. Его Банчарам считается одним из лучших актёрских выступлений в бенгальском кино. Он также был награждён Filmfare Awards East за лучшую мужскую роль.
Позднее актёр появился в двух фильмах Сатьяджита Рая: «Дом и мир» (1984) и «Враг народа» (1990). Всего он снялся в более чем 80 кинолентах, среди которых Adalat o Ekti Meye (1982), Antardhan (1991), Wheelchair (1995) Тапана Синха; Grihajuddha (1982) и Charachar (1999) Буддхадеба Дасгупты. Он также работал с такими режиссёрами как Шакти Саманта, Тарун Маджумдар, Басу Чаттерджи и Гаутам Гхош.
Митра был награждён премией Академии Сангит Натак как лучший драматург в 1985 году и премией Азиатского общества в 2005 году. Он был главой кафедры драмы в Университете Рабиндра Бхарати вплоть до 2003 года. Он также руководил театральной группой «Сундарам», пока не был вынужден покинуть свой пост из-за проблем со здоровьем. 
Драматург скончался 12 ноября 2024 года в больнице Калькутты в возрасте 85 лет. У него остались брат — писатель Амар Митра, жена и дочь Маюри.